# Marston Trussell
Pour les articles homonymes, voir Marston (homonymie).
Marston Trussell est un village et une paroisse civile du Northamptonshire, en Angleterre. Il est situé dans le nord-ouest du comté. Administrativement, il relève de l'autorité unitaire du West Northamptonshire. Au recensement de 2011, il comptait 157 habitants avec le village voisin de Lubenham.

## Étymologie
Le toponyme Marston, fréquent en Angleterre, provient des éléments vieil-anglais mersc « marécage » et tūn « ferme ». Il est attesté sous la forme Mersitone dans le Domesday Book, en 1086. L'élément Trussell fait référence à la famille Trussell, qui détient le manoir de Marston au XIIIe siècle.